# جيوكس
جيوكس (بالإنجليزية: Geox)‏ هي علامة تجارية إيطالية للأحذية والملابس المصنعة من أنسجة ومواد مضادة للمياه.

## وصلات خارجية
- الموقع الرسمي
- موقع الشركة